# Saab AB
Saab AB (tidigare Svenska Aeroplan Aktiebolaget, akronym SAAB) är ett svenskt industriföretag och försvarskoncern som ursprungligen grundades som flygplanstillverkare med huvudkontor i Trollhättan och sedan Linköping, men som idag har bredare inriktning med huvudkontor i Stockholm.
Företaget har idag huvudsaklig inriktning mot högteknologi inom försvarsindustri, civil säkerhet samt luftfart. Företaget fokuserar på tre strategiska områden: försvars- och säkerhetslösningar, system och produkter samt aeronautik. Bland produkter kan nämnas simuleringsutrustning baserad på laserteknik för direktriktade vapen, men även toppmoderna flygfarkoster som enhetsflygplanet Saab 39 Gripen, skolflygplanet Boeing-Saab T-7 Red Hawk och stridsdrönaren Neuron. Tidigare har Saab även konstruerat och tillverkat civila flygplan och personbilar, det senare övertaget av det numera i konkurs gångna Saab Automobile. 
Saab-koncernen var år 2022 världens 39:e största vapenproducent, enligt "The SIPRI Top 100 arms-producing and military services companies in the world, 2022", och står för mer än 60 procent av svensk krigsmaterielexport (2010).

## Historik

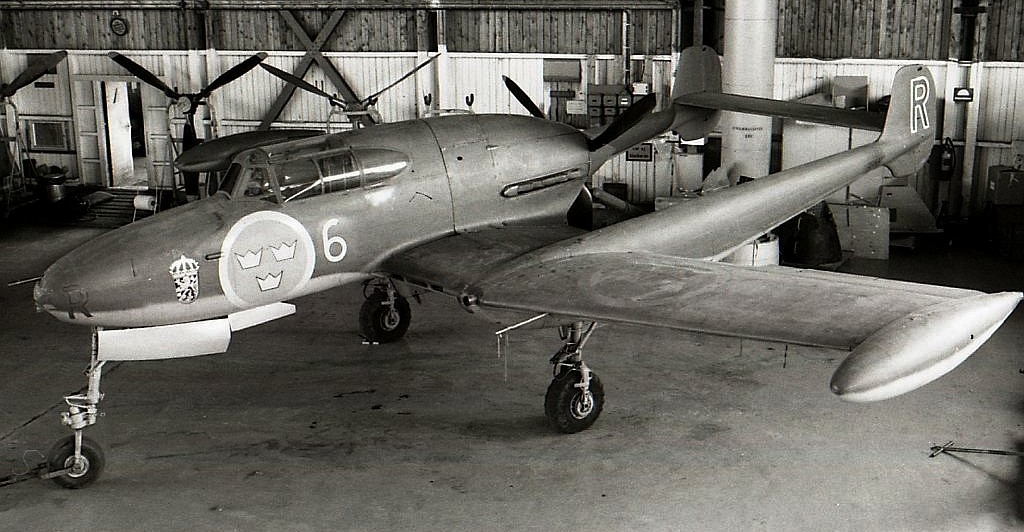
Saab 21

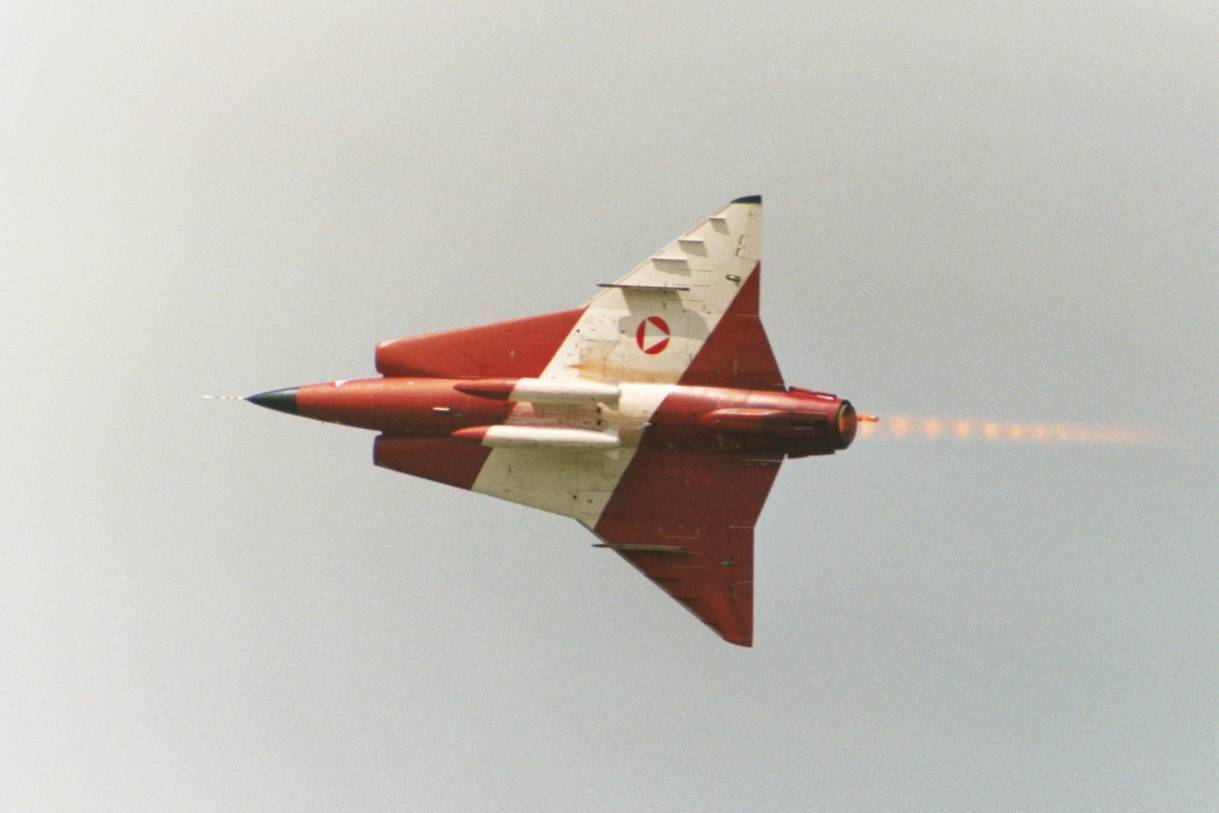
Saab 35 Draken såldes bland annat till Österrikes försvarsmakt Bundesheer.

Företaget grundades 1937, på anmodan av den svenska regeringen, av Bofors tillsammans med AB Ars (dotterbolag i Electroluxkoncernen)  som Svenska Aeroplan AB med huvudkontor i Trollhättan. Företaget skapades för att säkra tillverkning av svenska stridsflygplan. Bland grundarna fanns Marcus Wallenberg, Axel Wenner-Gren och Sven Wingquist. År 1939 köpte man upp konkurrenten ASJA och flyttade huvudkontoret till Linköping.
Efter andra världskriget följde stora försvarsorder från det svenska flygvapnet som rustade kraftigt under det Kalla kriget. Saab tillverkade flera stridsflygplan som Saab 29 Tunnan (premiärflygning 1948), Saab 32 Lansen och Saab 35 Draken (premiärflygning 1955). Tunnan utmärkte sig genom att sätta två världsrekord 1954 och 1955. Man sålde även flygplan i mindre omfattning på export, bland annat till Österrike och Finland. Satsningar på civilt flyg med Saab 340 och Saab 2000 följde under 1980-talet. 

### Saab-Scania AB
Företaget ändrade namn till Saab AB 1965 och slogs samman med Scania-Vabis AB till Saab-Scania AB 1969. Drivande i sammanslagningen var Wallenberg-sfären med ägarintressen i båda företagen. 1968 köpte Saab upp Malmö Flygindustri (MFI).
År 1971 bildade Saab-Scania tillsammans med ITT och svenska staten företaget Stansaab för att förvalta datadelen av Standard Radio & Telefon som huvudsaklingen arbetade med flygledningssystem men även utvecklat dataterminalen Alfaskop. År 1973 lämnade ITT detta samarbete samtidigt som Stansaab köpte terminaldelen av Facit AB. År 1978 frigjordes Saabs dataverksamhet som byggts upp i Linköping runt olika datorer och beräkningsmaskiner för stridsflyg och banker, och slogs samman med Stansaab vilket skapade bolaget Datasaab. Stordatordelen av Datasaab såldes år 1978 till Univac, minidatordelen (banksystemen) samt de militära och civila flygledningssystem som hade ursprunget i SRT/Stansaab såldes år 1981 till Ericsson Information Systems.
År 1990 delades Saab-Scania genom att flyg- och fordonstillverkningen skildes åt. Personbilstillverkningen såldes till General Motors, som sedermera tog hela aktiemajoriteten i det nybildade bolaget Saab Automobile AB. Scania blev åter ett självständigt bolag. Det som var kvar av Saab-koncernen blev Saab AB 1998. År 1995 inleddes ett samarbete med dåvarande British Aerospace, dagens BAE Systems genom bildandet av Saab-BAE Gripen AB för att exportera Gripen. År 2001 utökades samarbetet genom bildandet av Gripen International. BAE Systems köpte 35% av Saab AB år 1998, minskades ägandet till 20,5% år 2005, 8,8% år 2010, och 0% år 2011
En stor förändring var samgåendet mellan Saab och Celsius (inklusive före detta Bofors) år 2000, då svensk flyg-, robot- och flygelektroniktillverkning samlades inom Saab. Bofors artilleriverksamhet, inklusive intelligent ammunition, överfördes till BAE Systems, medan återstående delar av Bofors motsvarade Saab Bofors Dynamics. I Celsius fanns även formellt den militära verksamhet som sålts till Ericsson år 1981, och som nu åter blev en del av Saab.
Saab är sedan december 2005 partner i projektet Dassault nEUROn. Saab förvärvade år 2006 Ericsson Microwave Systems och dess radar- och sensorverksamhet, inklusive radarsystemet Erieye. År 2012 ingick Saab som delägare i Saabs bilmuseum.
I september 2013 rapporterades det i media om att Boeing och Saab skulle påbörja ett samarbete runt Gripen. Ett samarbete som syftar på att offerera ett flygplan i det amerikanska TX-programmet. Ett program som baseras på att amerikanska flygvapnet fått i uppdrag med ersätta skolflygplanet Northrop T-38 Talon. Boeing har tidigare indikerat att de skulle offerera ett helt nytt flygplan. Men både Boeing och Saab menar att de kan erbjuda ett billigare och helt nytt flygplan, i jämförelse mot konkurrenterna italienska Alenia med amerikanska samarbetspartnern General Dynamics, brittiska BAE Systems och amerikanska Northrop Grumman samt koreanska KAI och Lockheed Martin med flygplanet KAI T-50 Golden Eagle. I början av december 2013 bekräftade både Saab och Boeing samarbetet, som syftar på att ta fram skolflygplanet Boeing-Saab T-7 Red Hawk och offerera 350 flygplan med tillhörande system och logistik. Skolflygplanet kommer att vara helt nytt och inte någon förenklad version av Saab 39 Gripen.
År 2014 köpte Saab Thyssen Krupp Marine Systems AB, tidigare Kockums, vilket inlemmades i Saabs affärsområde Security and Defence Solutions under namnet Saab Kockums.
År 2016  överenskom Saab AB och Luftfartsverket (LFV) om att göra en gemensam satsning på utveckling av digital flygtrafikledning och grunda bolaget Saab Digital Air Traffic Solutions med Saab som majoritetsägare med 59 procent av aktierna.
År 2021 invigdes en flygplansfabrik i West Lafayette i Indiana i USA för tillverkning av bakkroppen till skolflygplanet Boeing-Saab T-7 Red Hawk.

## Affärsområden

### Aeronautics
Aeronautics är ett affärsområde inom Saab AB med 3 000 anställda och erbjuder luftburna system med relaterade subsystem, obemannade luftsystem (UnmannedAircraftSystem) och aerostructures. Aeronautics ansvarar bland annat för utvecklingen av JAS 39 Gripen.

### Dynamics
Dynamics säljer markstridsvapen, robotsystem, torpeder, sensorsystem, obemannade undervattensfarkoster och signaturhantering, samt fjärrstyrda militärfordon och säkerhetslösningar för offshore-industri och kärnkraftverk. Viktiga produkter är Carl Gustaf granatgevär samt robotarna Robot 70 och Bamse. Affärsenheten har 1 500 anställda.
Bland produkterna märks Carl Gustaf (granatgevär m/48), AT4/AT4 CS, STRIX och NLAW. Företaget säljer robotsystemen RBS 70, RBS 23 BAMSE och RBS 15.

### Surveillance
Affärsområdet Surveillance, med cirka 3 700 anställda, säljer lösningar inom säkerhet, övervakning och beslutstöd, och lösningar för att upptäcka och skydda mot olika typer av hot. Produktportföljen omfattar flygburna, landbaserade och marina radarsystem, system för elektronisk krigföring, stridssystem och C4Ilösningar, samt trafikledningssystem. Produkter är bland annat radarsystemen GlobalEye, Saab 2000 Erieye AEW&C, Arthur och Giraffe samt telekrigsystemen IDAS, Camps, BOL, ESTL och LEDS.

### Support and Services
Support and Services var ett affärsområde med cirka 1 800 anställda och verksamhet på en stor mängd orter i Sverige, samt bland annat i USA och Sydafrika. Man sålde integrerade supportlösningar, teknik- och logistiksupport, underhåll och fältfaciliteter, samt regional flygplanssupport. År 2021 delades affärsområdet och gick upp i SAAB AB respektive Combitech AB.

### Industrial Products and Services
Industrial Products and Services upprättades den 1 januari 2015 och omfattar affärsenheterna Combitech, Avioniksystem, Aerostructures och Vricon samt utveckling av produktidéer som faller utanför Saabs kärnverksamhet.
Affärsenheterna inom industriprodukter och tjänster skiljer sig från Saabs övriga verksamhet genom sitt fokus på business-to-business (B2B) kunder eller för att de inte är beroende av Saabs huvudsakliga slutkunder. Övriga affärsområden inom Saab har en kundbas bestående till stor del av de offentliga myndigheterna. Med olika kundgrupper följer ett behov av att ha anpassade strategier och prioriteringar. Möjligheter att stärka verksamheten på lång sikt är större i den nya organisationen. Industriprodukter och tjänster kommer att ha individuella tillväxtstrategier för varje affärsenhet.

## Dotterbolaget Combitech
Combitech AB är ett konsultbolag med verksamhet inom teknik, miljö och säkerhet. Företaget har över 2 300 medarbetare på över 30 platser i Sverige, Finland och Indien.
Dagens Combitech bildades 2006, i samband med en omorganisation inom Saab-koncernen, genom en sammanslagning av Saabs två konsultdelar: Combitech Systems och ledningssystemdivisionen ur AerotechTelub. Sedan 2007 ingår även CSE Logistics AB som en del av Combitech AB.
Combitech består av tre divisioner: Systems Engineering, Security Solutions och Technical Information Solutions.

## Kritik
År 2007 rapporterade SVT:s Uppdrag Granskning om misstänkta mutor i samband med försäljningen av Gripen. Förundersökningar gällande affärerna med Tjeckien, Sydafrika och Ungern om misstänkta mutor har lagts ner då man inte kunnat styrka att någon företrädare för Saab AB eller Gripen International har varit delaktig i att betala ut mutor.

I maj 2011 rapporterade TV4 Kalla Fakta om misstänkta mutor i Saabs försäljning av Gripen till Sydafrika och påstod sig i handlingar kunna bevisa att Saabs dotterbolag Sanip genomfört utbetalningar till den dåvarande sydafrikanska försvarsministerns rådgivare. Våren 2011 meddelade Saab att en intern utredning visat att utbetalningar om 24 miljoner rand från den brittiska partnern BAE Systems via Saabs dotterbolag Sanip till en Sydafrikansk konsult inte redovisats i bokföringen. Uppgifter har visat att konsulten vid tidpunkten för Gripen-affären med Sydafrika inte var rådgivare åt försvarsministern utan hade lämnat det uppdraget fyra år tidigare.
Saab har kritiserats för att beväpna diktaturer som använder våld mot demokratirörelser, exempelvis Saudiarabien och Förenade Arabemiraten, och som kränker mänskliga rättigheter, exempelvis Malaysia, Pakistan och Tunisien. Saab har också kritiserats för att bidra till krig, genom att deras vapen har använts i långvariga krig i Myanmar, Sri Lanka, Afghanistan och Irak.

## Flygplan

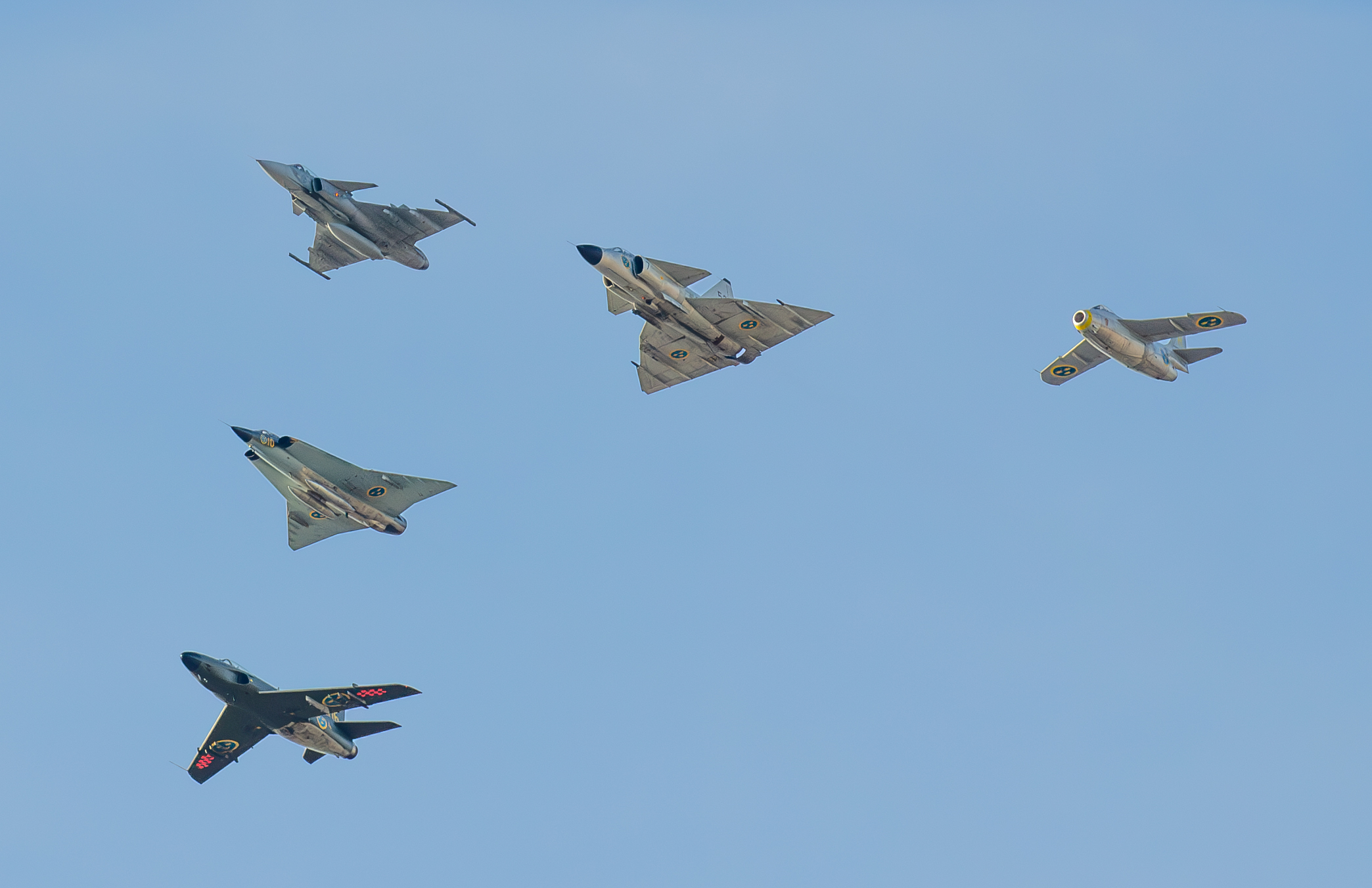
Fem av Saab:s klassiska jakt- och attackflygplan under en uppvisning över Stockholm i samband med att Carl XVI Gustaf firade 50 år på tronen 2023.

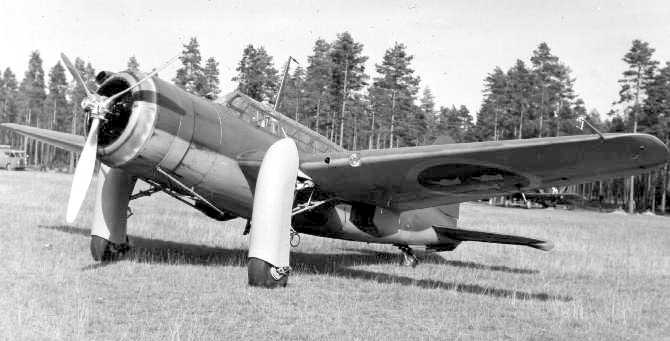
Saabs första flygplan: Saab 17.

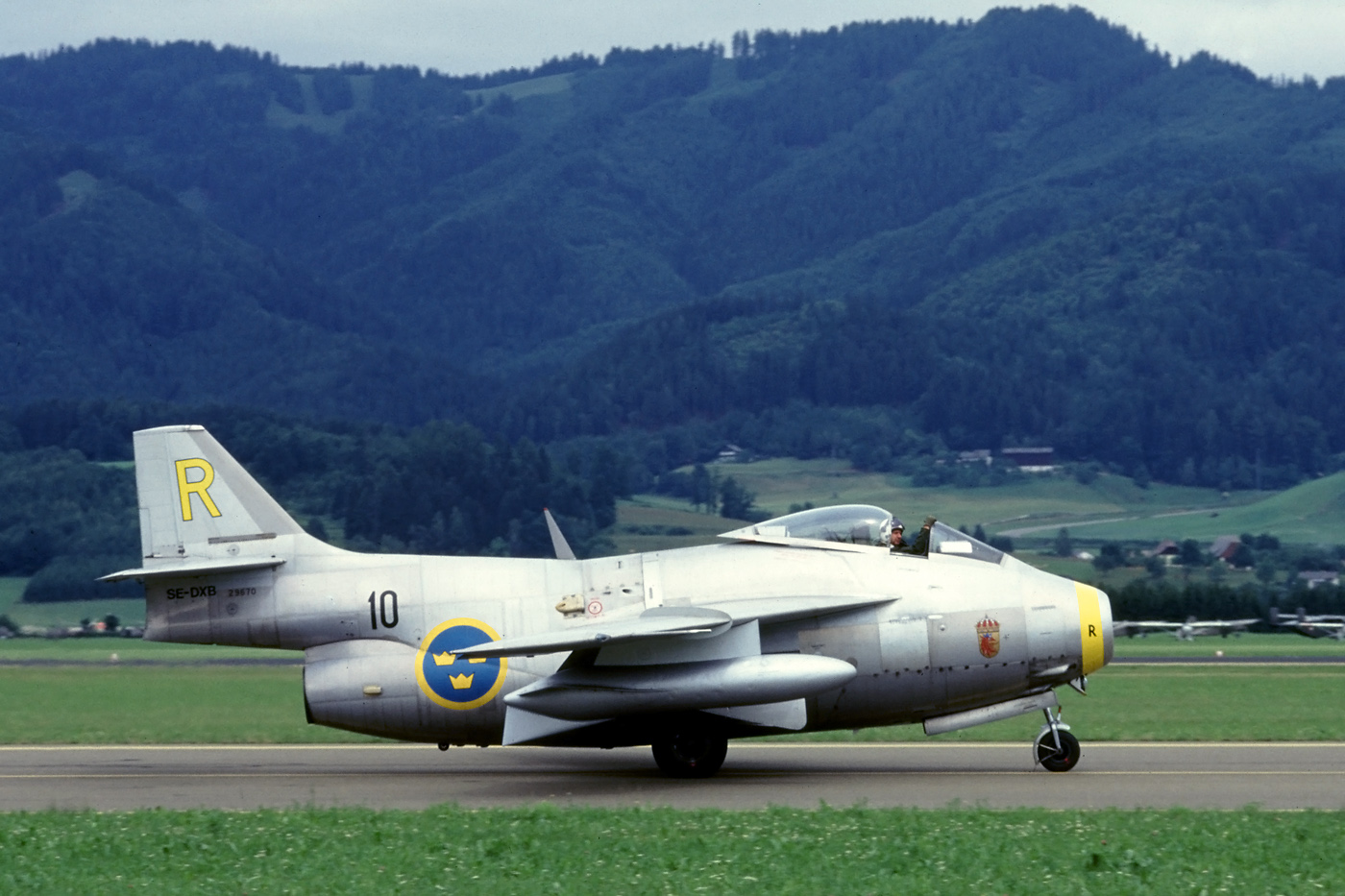
Saabs första reaflygplan: Saab 29 Tunnan.

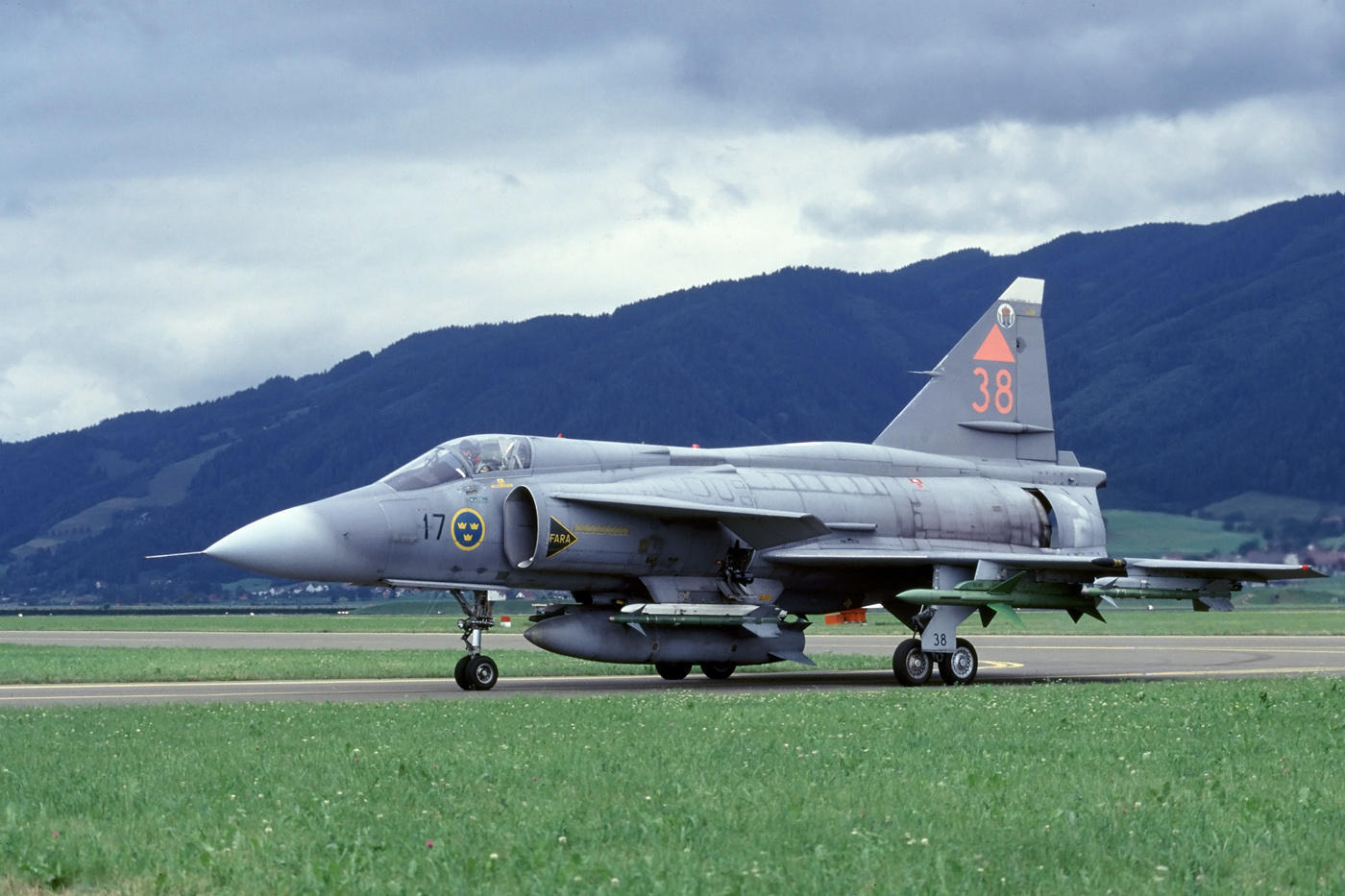
JA37 Viggen

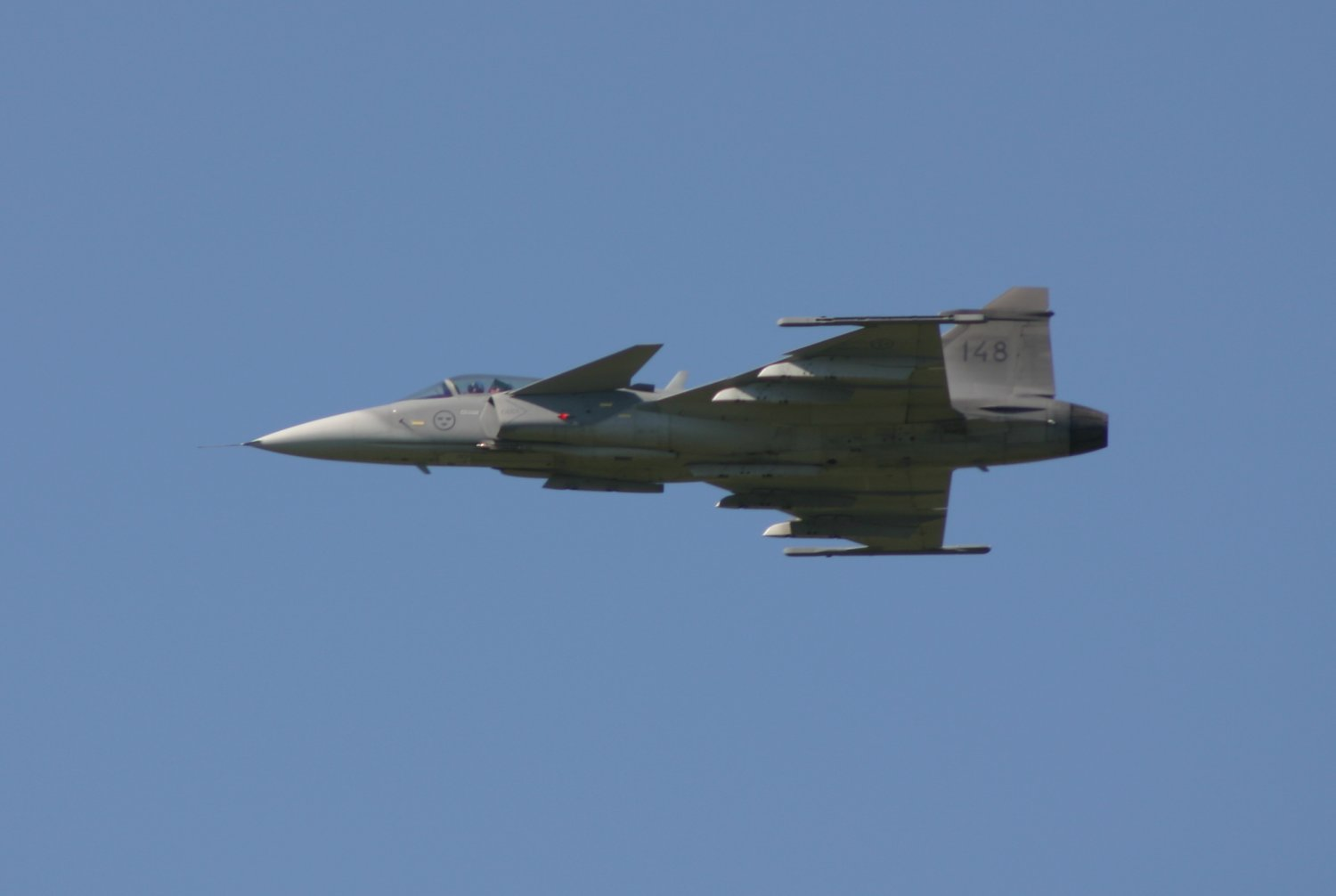
Saab 39 Gripen

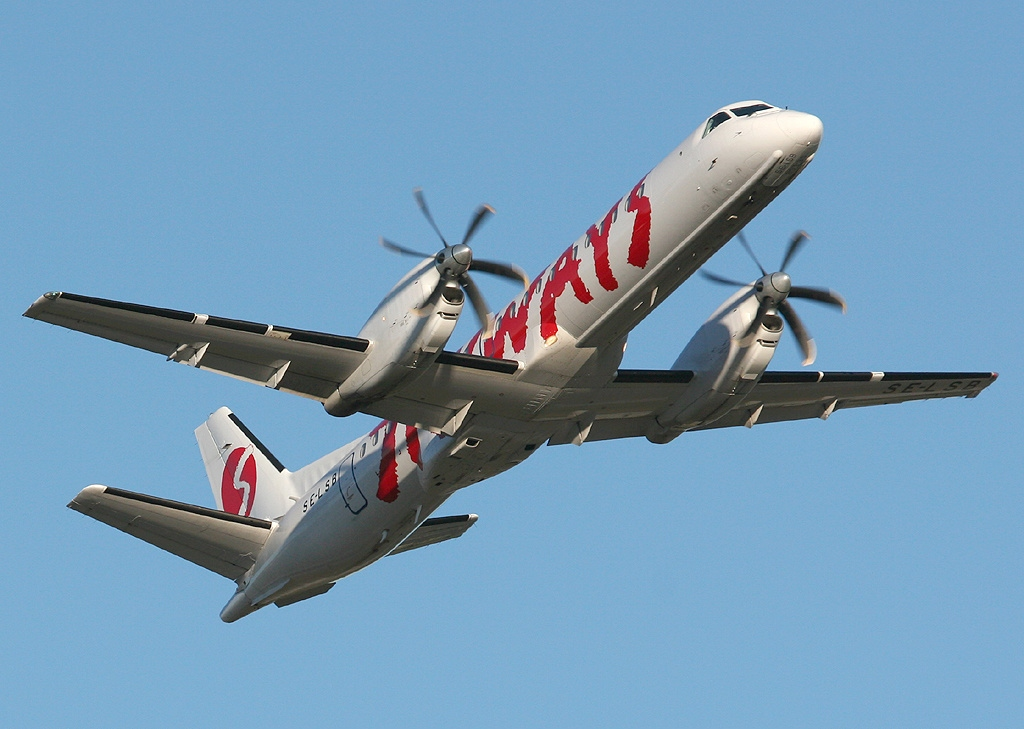
Saab 2000.

### Militära flygplan
- Saab 17
- Saab 18
- Saab 19
- Saab 21
- Saab 21R
- Saab 23
- Saab 24
- Saab 26
- Saab 27
- Saab 29 Tunnan
- Saab 32 Lansen
- Saab 35 Draken
- Saab 36
- Saab 37 Viggen
- Saab 38
- Saab 39 Gripen
- Saab 105
- Boeing-Saab T-7 Red Hawk

### Civila flygplan
- Saab 90A Scandia
- Saab 91 Safir
- Saab Safari
- Saab 340
- Saab 2000

### Experimentflygplan
- Saab 201
- Saab 202
- Saab 210
- Saab Skeldar (UAV)
- Neuron

## Chefer
Saab, Saab AB respektive Saab-Scania AB har haft följande verkställande direktörer:
- Gunnar Dellner, 1937–1939
- Ragnar Wahrgren, 1939–1950
- Tryggve Holm, 1950–1967
- Curt Mileikowsky, 1967–1978
- Sten Gustafsson, 1978–1983
- Georg Karnsund, 1983–1990
- Lars Kylberg, 1991–199?
- Bengt Halse, 1995–2003
- Åke Svensson, 2003–2010
- Håkan Buskhe, 2010–2019
- Micael Johansson, 2019–[24]